# Carolina Panthers
Carolina Panthers er et professionelt amerikansk fodboldhold, der har base i Charlotte, North Carolina. Carolina Panthers spiller i divisionen NFC South, som også tæller holdene Atlanta Falcons, New Orleans Saints og Tampa Bay Buccaneers. Ligesom Jacksonville Jaguars begyndte Carolina Panthers med at spille i 1995, da NFL udvidede ligaen. Panthers har domineret i deres division siden 2013, og i 2015 nåede de helt til Super Bowl, hvor de tabte til Denver Broncos og veteranen Peyton Manning.